# Barbamine ketzkhovelii
Barbamine ketzkhovelii là một loài thực vật có hoa trong họ Cải. Loài này được (Mardal.) A.P.Khokhr. mô tả khoa học đầu tiên năm 1997.